# 200 (South Park)
A 200. (200) a South Park című amerikai animációs sorozat 200. epizódja (14. évad 5. rész) Elsőként 2010. április 14-én sugározták az Egyesült Államokban a Comedy Central műsorán, Magyarországon pedig nem mutatták be, mert a Viacom megszüntette a "200" és "201" című epizódjának a nemzetközi forgalmazását, a 200 és 201 című epizód lekerült a SouthParkStudios honlapról is, magyar szinkronja nincs. A cselekmény szerint Stan egy tanulmányi kirándulás alatt véletlenül megsérti Tom Cruise-t és ezzel egy láncreakciót indít el. 200 előzőleg kifigurázott celeb csoportos keresetet nyújt be a város ellen. Ez akár South Park végét is jelentheti.
Ebben és a következő epizódban megjelent az összes híresség, akibe a széria eddig belerúgott - de csak azért, hogy bepereljék a várost a kellemetlen paródiákért. Továbbá elővettek olyan sztoriszálakat, amelyek az elmúlt epizódok során felbukkantak.

## Cselekmény
A negyedikesek tanulmányi kirándulásra mennek egy édességgyártó üzembe, ahol is Butters felfedezi, hogy ott dolgozik Tom Cruise is. Stan, aki már korábban megsértette a színészt, ezúttal véletlenül "karamellacsomagolónak" nevezi, miközben egyébként  ténylegesen azt csinálja (az angol eredetiben használt szó, a "fudge packer", egy szleng, amit homoszexuális férfiakra használnak). A dühös Cruise felkeres 200 másik hírességet, akiket előzőleg South Park városa vérig sértett, és csoportos keresetet terveznek indítani. Randy visszaviszi Stant a gyárba, hogy bocsánatot kérhessen, és ezzel talán elejét vehesse az egésznek, de Stan egyszerűen képtelen rá, mert Tom Cruise ténylegesen karamellákat csomagol. Cruise mégis belemegy, hogy eláll a pertől - feltéve, ha segítenek neki találkozni Mohameddel. Ez a város lakói körében pánikot okoz, hiszen úgy vélik, hogy akárcsak a legutóbbi esetnél, ezúttal is attól kell tartaniuk, hogy muszlim szélsőségesek megtámadják a várost, Mohamed ábrázolása miatt. Stan és Kyle elmennek a Csúcsszuper Barátokhoz, amelynek a Próféta is a tagja, hogy megkérjék, jöjjön el velük. Közben kiderül, hogy Cruise-nak és a hírességeknek azért kell Mohamed, mert a testéből kinyert egyfajta esszencia segítségével ők is szert tesznek arra a képességre, hogy büntetlenül senki ne kritizálhassa őket.
Eközben megérkezik Cartman is és a kezére festett imperszonátor figura, Mitch Connor is. Connor ezúttal, ahogy korábban is, Jennifer Lopezként jelenik meg, és pereskedni akar - valójában magának akarja megszerezni az esszenciát, amit a feketepiacon értékesíthet, és ehhez Cartmant használja fel. Közben Stan és Kyle magukkal viszik Mohamedet, de csak egy költöztetőautóban, hogy senki ne láthassa, aztán pedig egy medvejelmezt adnak rá. Már éppen végbemenne az üzlet a város és Cruise között, amikor megjelennek a vörhenyesek. Ők a saját céljaik érdekében szeretnék megszerezni Mohamedet, és azzal fenyegetőznek, hogy ha nem kapják meg, akkor felrobbantják a várost. A lakók engedelmeskednek, a hírességek viszont feldühödnek, de nem tesznek semmit, mert az nekik is árthat. Helyette életre keltik az újjáépített Mecha-Streisandot, aki korábban már terrorizálta a város lakosságát, és szerintük így majd meghajolnak az ő akaratuk előtt. 
Közben Cartman szeretne kiszállni Mitch Connor üzelmeiből, de az érdekeltté teszi az ügyben, amikor elmondja, hogy a városiak hazudtak arról, hogy ki az apja. Találkozik Mr. Garrisonnal és Kalap úrral, akik elmondják neki, hogy valóban nem az anyja az apja.

## Érdekességek
- A 200/201-es epizódot Emmy-díjra jelölték.
- Mecha Streisand a 14. évad 200. és 201. című epizódokban visszatér és újra lerombolja a várost.
- A 200 és 201 epizódban újra megjelenik a Csúcsszuper barátok – Istenségek, hogy legyőzzék Mecha Streisandot

## Külső hivatkozások
- 200 Archiválva 2010. augusztus 14-i dátummal a Wayback Machine-ben a South Park Studios hivatalos honlapon
- 200 az Internet Movie Database oldalon (angolul)